# Wood Buffalo
Wood Buffalo (offiziell Regional Municipality of Wood Buffalo) ist ein Bezirk (vom Typ regional municipality) in der nordöstlichen Ecke von Alberta, Kanada und hat den Status einer specialized municipality. Die Gemeinde wurde 1995 durch Zusammenlegung von Fort McMurray und dem Bezirk Improvement District 143 gegründet und ist mit einer Fläche von 60.843,88 km² der größte Bezirk Kanadas und einer der größten in Nordamerika. Gelegentlich wird der Bezirk mit dem im Westen angrenzenden Improvement District 24 verwechselt, da dieser den Zusatz (Wood Buffalo) trägt.
Der Bezirk besteht zum großen Teil aus unberührter Natur, ausgenommen der Bereiche, in denen die riesigen Ölsandvorkommen, die Athabasca-Ölsande, abgebaut werden.

## Gemeinden
Gemeinden im Bezirk sind:
- Anzac
- Conklin
- Fort Chipewyan
- Fort MacKay
- Fort McMurray
- Gregoire Lake Estates
- Janvier South
- Saprae Creek

Alle diese Gemeinden haben den Status eines Weilers (englisch Hamlet), ausgenommen Fort McMurray. Fort McMurray hat den Status einer urban service area.

## Demographie
Der Zensus 2016 ergab, dass der Bezirk 71.589 Einwohner hat. Die Bevölkerung hatte damit im Vergleich zum Zensus 2011, Wood Buffalo zählte da 65.565 Einwohner, um 9,2 % zugenommen. Die Bevölkerung in der gesamten Provinz war im selben Zeitraum nur um 11,6 % gewachsen. 2011 wohnte die überwiegende Mehrheit der Einwohner des Bezirks (61.374) im Ortsteil Fort McMurray. 2006 waren es 47.705 und 2001 41.466 Einwohner.